# 朴智宣
朴智宣（韓語：박지선，1984年12月24日—2020年11月2日）是韩国一位喜剧演员。2020年11月2日，朴智宣去世，享年35岁，疑似自殺。

## 簡介
生于仁川廣域市富平区。她畢業於名校高麗大學。2007年，朴智宣通过韓國廣播公司第22届喜剧演员選秀節目出道。她在搞笑演唱會中首次亮相，并在2007年获得KBS演藝大獎新人奖。朴智宣在喜劇中經常扮演相親、約會中屢遭拒絕的女性。
2020年11月朴智宣的父亲联系不上朴智宣和其母亲，於是报警。最終兩人的遺體在她們位於首爾麻浦区的家中被警方发现，已經身故。警方在朴家發現一张纸，推测是朴智宣母亲所寫。据《朝鲜日报》报道，紙條內容是朴智宣母亲透露朴智宣因罹患皮肤病而非常痛苦，而最近朴智宣又患上了其他疾病，在治疗其它疾病的过程中，朴智宣皮肤病恶化，更加痛苦，不能只让女儿一个人離開世界。對自己的丈夫感到抱歉。朴智宣生前患有慢性皮肤病，其皮膚对阳光过敏，無法使用化妝品，並一直在接受治疗。警方怀疑母女死因為自杀。